# Duewag U2
U2 (także Baureihe U2) – seria wysokopodłogowych wagonów kolei miejskiej, łączących w sobie cechy tramwaju i wagonu metra.

## Konstrukcja
Typ U2 powstał w 1966 r. w zakładach Duewag na zamówienie metra we Frankfurcie nad Menem. Wagony U2 wywodzą się konstrukcyjnie z prototypowych wagonów typu U1, powstałych w 1965 r. także dla Frankfurtu. Ponieważ testy prototypów U1 na torowiskach budowanego właśnie metra we Frankfurcie ujawniły konieczność wprowadzenia wielu zmian konstrukcyjnych, seryjne wagony otrzymały oznaczenie U2.
Nadwozie wagonów typu U wykonano ze stali, podczas gdy ściany czołowe zbudowano z tworzyw sztucznych, aby umożliwić ich łatwą wymianę w razie uszkodzeń w kolizjach. Wagony dysponują trzema dwuosiowymi wózkami, z których dwa skrajne są napędowe. Nadwozie jest dwuczłonowe, przegubowe. Wszystkie wagony U2 zbudowano jako dwukierunkowe i wyposażono w sprzęgi Scharfenberga.

## Dostawy
| Państwo           | Miasto              | Lata dostaw    | Liczba | Numery taborowe             |       |
| ----------------- | ------------------- | -------------- | ------ | --------------------------- | ----- |
| RFN               | Frankfurt nad Menem | 1968–1984      | 104    | 303–406                     | [ 3 ] |
| Stany Zjednoczone | Edmonton            | 1977–1984      | 37     | 1001–1037                   | [ 4 ] |
| Stany Zjednoczone | San Diego           | 1980–1990      | 71     | 1001–1071                   | [ 5 ] |
| Kanada            | Calgary             | 1981           | 83     | 2001–2083, 2090, 2101, 2102 | [ 6 ] |
| Łączna liczba:    | Łączna liczba:      | Łączna liczba: | 295    |                             |       |